# نواة أسفل المهاد
النَّواة تحتَ المِهاد نواة صغيرة شبيهة بالعدسة في الدماغ حيث أنها، من منظور وظيفي، تعتبر جزءًا من جهاز العقد القاعدية. أما من منظور علم التشريح فهي الجزء الأكبر من المهاد السفلي. كما يفترض من الاسم فإن نواة أسفل المهاد تقع باتجاه بطني بالنسبة للمهاد. وهي أيضا تقع باتجاه ظهري بالنسبة إلى المادة السوداء وباتجاه وسطي بالنسبة للمحفظة الداخلية. وصفت لأول مرة بوساطة جوليس برنارد ليوي في عام 1865، والمصطلح جسم لويزي أو جسم ليوي لا يزال يستخدم أحيانا.